# 旭川鉄道郵便局
旭川鉄道郵便局（あさひかわてつどうゆうびんきょく）とは、かつて北海道旭川市に本局を置いていた郵便局である。

## 概要
本局 - 北海道旭川市宮前通西（旭川駅構内）
鉄道郵便局は、日本の郵便局の種類の一つで、鉄道事業者に郵便車を運行させてこれに職員が乗務し、鉄道沿線の郵便局から継送される郵便物を輸送するとともに、郵便車内で郵便物をあて先地域別に区分する業務を行っていた。当局はそのうちおもに旭川以北の道北地方の区間を担当した。

## 沿革
- 1936年（昭和11年）3月 - 札幌鉄道郵便局旭川派出所を設置[2]。
- 1945年（昭和20年）8月1日 - 旭川鉄道郵便局を開局[1][3]。
  - 線路区域[4]
    - 函館稚内線の内旭川稚内間
    - 音威子府稚内線
    - 旭川網走線
    - 名寄遠軽線
- 1950年（昭和25年）2月21日 - 組織改正、積替駐在設置
  - 線路区域及び積替駐在[5]
    - 函館稚内線の内旭川稚内間
    - 旭川網走線
    - 名寄遠軽線
    - 音威子府稚内線
    - 旭川
- 1954年（昭和29年）11月1日 - 旭川富良野線を追加[6]。
- 1986年（昭和61年）3月1日 - 札幌以北の鉄道郵便線路全廃に伴い、廃止[7]。

## 取扱内容
- 鉄道郵便車に乗務し、車内で区分及び郵袋、小包の積み下ろし事務。
- 駅の郵便室で、郵便物の受け渡し・郵袋や小包の区分事務。